# Eleições regionais no País Basco em 1984
As eleições regionais no País Basco em 1984 foram realizadas a 26 de Fevereiro e, serviram para eleger os 75 deputados ao Parlamento Regional.
Os resultados deram nova vitória ao Partido Nacionalista Basco, que confirmou-se como o grande partido basco, ao conquistar 42,0% dos votos e 32 deputados.
A secção basca do PSOE conquistou um resultado espectacular, ao tornar-se a segunda força política mais votado, ao conquistar 23,1% dos votos e 19 deputados.
O Herri Batasuna, representante da esquerda abertzale, manteve os seus 11 deputados, apesar de cair para os 14,7% dos votos.
Por fim, de destacar os bons resultados da Aliança Popular, com 9,4% dos votos e 7 deputados e da Esquerda Basca, com 8% dos votos e 6 deputados e, o péssimo resultado dos comunistas bascos, que perderam representação popular.
Após as eleições, o PNV continuou a liderar o governo regional, graças ao apoio parlamentar do PSOE.

## Resultados Oficiais
| Partido                 | Partido                          | Votos     | %               | +/-   | Deputados | +/-     |
| ----------------------- | -------------------------------- | --------- | --------------- | ----- | --------- | ------- |
|                         | Partido Nacionalista Basco       | 451 178   | 41,81 / 100,00  | 3,86  | 32 / 75   | 7       |
|                         | Partido Socialista do País Basco | 247 786   | 22,96 / 100,00  | 8,80  | 19 / 75   | 10      |
|                         | Herri Batasuna                   | 157 389   | 14,59 / 100,00  | 1,89  | 11 / 75   | Estável |
|                         | Aliança Popular                  | 100 581   | 9,32 / 100,00   | 4,56  | 7 / 75    | 5       |
|                         | Esquerda Basca                   | 85 671    | 7,94 / 100,00   | 1,84  | 6 / 75    | Estável |
|                         | Partido Comunista do País Basco  | 14 985    | 1,39 / 100,00   | 2,62  | 0 / 75    | 1       |
|                         | Outros                           | 16 438    | 1,52 / 100,00   |       | 0 / 75    |         |
| Votos Inválidos         | Votos Inválidos                  | 11 276    | 1,05 / 100,00   | 0,33  |           |         |
| Total                   | Total                            | 1 085 304 | 100,00 / 100,00 |       | 75 / 75   | 15      |
| Eleitorado/Participação | Eleitorado/Participação          | 1 584 540 | 68,49 / 100,00  | 8,73  |           |         |
| Fonte                   | Fonte                            | [ 7 ]     | [ 7 ]           | [ 7 ] | [ 7 ]     | [ 7 ]   |

## Resultados por Províncias
| Província  | %     | D   | %     | D   | %     | D  | %     | D  | %    | D  | D  | Votantes  |
| Província  | PNV   | PNV | PSE   | PSE | HB    | HB | AP    | AP | EE   | EE | D  | Votantes  |
| ---------- | ----- | --- | ----- | --- | ----- | -- | ----- | -- | ---- | -- | -- | --------- |
| Álava      | 35,49 | 9   | 25,06 | 7   | 10,78 | 3  | 16,22 | 4  | 7,67 | 2  | 25 | 126 634   |
| Biscaia    | 43,75 | 12  | 23,07 | 6   | 12,93 | 3  | 9,39  | 2  | 7,43 | 2  | 25 | 601 927   |
| Guipúscoa  | 40,79 | 11  | 22,05 | 6   | 18,73 | 5  | 6,76  | 1  | 8,89 | 2  | 25 | 356 743   |
| País Basco | 41,81 | 32  | 22,96 | 19  | 14,59 | 11 | 9,32  | 7  | 7,94 | 6  | 75 | 1 085 304 |

### Álava
| Partido                 | Partido                            | Votos   | %               | +/-   | Deputados | +/-     |
| ----------------------- | ---------------------------------- | ------- | --------------- | ----- | --------- | ------- |
|                         | Partido Nacionalista Basco         | 44 583  | 35,49 / 100,00  | 5,43  | 9 / 25    | 2       |
|                         | Partido Socialista do País Basco   | 31 485  | 25,06 / 100,00  | 11,10 | 7 / 25    | 4       |
|                         | Aliança Popular                    | 20 380  | 16,22 / 100,00  | 10,49 | 4 / 25    | 3       |
|                         | Herri Batasuna                     | 13 539  | 10,78 / 100,00  | 3,28  | 3 / 25    | Estável |
|                         | Esquerda Basca                     | 9 633   | 7,67 / 100,00   | 1,51  | 2 / 25    | Estável |
|                         | Candidatura da Esquerda Socialista | 2 507   | 2,00 / 100,00   | Novo  | 0 / 25    | Novo    |
|                         | Auzolan                            | 1 368   | 1,09 / 100,00   | Novo  | 0 / 25    | Novo    |
|                         | Outros                             | 1 127   | 0,90 / 100,00   |       | 0 / 25    |         |
| Votos Inválidos         | Votos Inválidos                    | 2 012   | 1,60 / 100,00   | 0,10  |           |         |
| Total                   | Total                              | 126 634 | 100,00 / 100,00 |       | 25 / 25   | 5       |
| Eleitorado/Participação | Eleitorado/Participação            | 188 466 | 67,19 / 100,00  | 8,12  |           |         |

### Biscaia
| Partido                 | Partido                          | Votos   | %               | +/-  | Deputados | +/- |
| ----------------------- | -------------------------------- | ------- | --------------- | ---- | --------- | --- |
|                         | Partido Nacionalista Basco       | 261 911 | 43,75 / 100,00  | 3,78 | 12 / 25   | 3   |
|                         | Partido Socialista do País Basco | 138 093 | 23,07 / 100,00  | 8,64 | 6 / 25    | 3   |
|                         | Herri Batasuna                   | 77 407  | 12,93 / 100,00  | 3,42 | 3 / 25    | 1   |
|                         | Aliança Popular                  | 56 207  | 9,39 / 100,00   | 3,62 | 2 / 25    | 1   |
|                         | Esquerda Basca                   | 44 500  | 7,43 / 100,00   | 0,35 | 2 / 25    | 1   |
|                         | Partido Comunista do País Basco  | 10 611  | 1,77 / 100,00   | 3,01 | 0 / 25    | 1   |
|                         | Outros                           | 7 322   | 1,22 / 100,00   |      | 0 / 25    |     |
| Votos Inválidos         | Votos Inválidos                  | 5 876   | 0,98 / 100,00   | 0,52 |           |     |
| Total                   | Total                            | 601 927 | 100,00 / 100,00 |      | 25 / 25   | 5   |
| Eleitorado/Participação | Eleitorado/Participação          | 881 843 | 68,26 / 100,00  | 7,26 |           |     |

### Guipúscoa
| Partido                 | Partido                          | Votos   | %               | +/-   | Deputados | +/-  |
| ----------------------- | -------------------------------- | ------- | --------------- | ----- | --------- | ---- |
|                         | Partido Nacionalista Basco       | 144 684 | 40,79 / 100,00  | 3,53  | 11 / 25   | 2    |
|                         | Partido Socialista do País Basco | 78 208  | 22,05 / 100,00  | 8,29  | 6 / 25    | 3    |
|                         | Herri Batasuna                   | 66 443  | 18,73 / 100,00  | 1,15  | 5 / 25    | 1    |
|                         | Esquerda Basca                   | 31 538  | 8,89 / 100,00   | 4,56  | 2 / 25    | 1    |
|                         | Aliança Popular                  | 23 994  | 6,76 / 100,00   | 4,09  | 1 / 25    | 1    |
|                         | Auzolan                          | 4 989   | 1,41 / 100,00   | Novo  | 0 / 25    | Novo |
|                         | Outros                           | 3 499   | 0,99 / 100,00   |       | 0 / 25    |      |
| Votos Inválidos         | Votos Inválidos                  | 3 388   | 0,95 / 100,00   | 0,18  |           |      |
| Total                   | Total                            | 356 743 | 100,00 / 100,00 |       | 25 / 25   | 5    |
| Eleitorado/Participação | Eleitorado/Participação          | 514 231 | 69,37 / 100,00  | 11,40 |           |      |